# Харьковский коммерческий институт

Объявление о наборе слушателей на Харьковские высшие коммерческие курсы и об их готовящемся преобразовании в институт, 1915 г.

Харьковский коммерческий институт — высшее учебное заведение экономического профиля в г. Харьков (Российская империя, Украина). Был основан как Харьковские высшие коммерческие курсы в 1912 г., с 1916 г. — Харьковский коммерческий институт, в 1920 г. реорганизован в Харьковский институт народного хозяйства.

## История

### Создание и цели деятельности
С инициативой создания коммерческого института в Харькове в 1908 г. выступил профессор Харьковского университета Н. И. Палиенко. Инициатива получила поддержку Харьковского купеческого общества, Совета съездов горнопромышленников юга России и Харьковского биржевого комитета. По предложению Н. Ф. фон-Дитмара 36-й Съезд горнопромышленников юга России подал министру С. И. Тимашеву записку с обоснованием необходимости открытия в Харькове коммерческого института с горно-промышленным отделением. Проект устава института был одобрен Общим собранием харьковских промышленников и торговцев.
Препятствием к созданию института была позиция Министерства торговли и промышленности, которое, считаясь с мнением консервативных кругов Государственного совета, не решилось подавать законодательное представление о создании очередного не государственного высшего учебного заведения не университетского типа, так как примерно в это же время деятельность начали коммерческие институты в Москве и Киеве. 25 июня 1911 г. В. К. Велитченко, Н. И. Палиенко, Л. В. Сирвинт и А. К. Погорелко были приняты министром С. И. Тимашевым. Выход был найден в организации учебного заведения более низкого уровня — Высших коммерческих курсов.
В 1911 г. Харьковское купеческое общество избрало специальную комиссию по организации курсов с участием предпринимателей и научных кругов города (С. Н. Жевержеев, Н. Ф. фон-Дитмар, П. П. Рыжов, Г. О. Гольдберг, проф. Н. И. Палиенко, В. Ф. Левитский и др.). Проф. Н. И. Палиенко составил проект устава, учебных программ и 4-х летней финансовой сметы института.
Устав курсов был утверждён министром 26 мая 1912 г. Торжественное открытие занятий состоялось 10 октября 1912 г. Согласно Уставу, Высшие коммерческие курсы Харьковского купеческого общества были отнесены к разряду высших учебных заведений, имеющих целью давать коммерческое и политико-экономическое образование.

 «Вчера в здании Харьковского коммерческого училища состоялось открытие Высших коммерческих курсов, имеющих в недалёком будущем быть преобразованными в Коммерческий институт».
Харьковские губернские ведомости. — № 1107. — 11 октября 1912 г.

### Здание

Закладка здания Харьковского коммерческого института, 28 сентября 1914 г.

Открытие мемориальной доски в честь Нобелевского лауреата по экономике 1971 г. Саймона Кузнеца на здании Коммерческого института, где он учился в 1918—1921 гг. (Доску открывают начальник Управления науки и образования Харьковской облгосадминистрации Р. В. Шаповал, ректор ХНЭУ проф. В. С. Пономаренко, проректор ХНТУСХ им. П. Василенко проф. Л. Н. Тищенко и проф. В. М. Московкин). 29 апреля 2011 г.

Реорганизация Харьковского института народного хозяйства и создание отраслевых вузов (общая схема), 1920—2010 гг.

С 1912 г. занятия проходили в здании ХКУ в вечернее время. В 1914 г. по ул. Епархиальной, 52 (ныне корпус ХНТУСХ по ул. Артёма, 44), было заложено новое здание, специально предназначенное для курсов. Проект архитектора А. Н. Бекетова предусматривал ряд технических новшеств и использование современнейших на то время инженерных систем и коммуникаций: железобетонные конструкции, гидроизоляция фундамента, звукопоглощающие и теплоизолирующие перекрытия, были выдержаны пожаробезопасные стандарты строительства и отделки. Впервые в России использовался метод Ф. Уатсона, подавляющий отражённый звук в аудиториях и улучшающий их акустику. Специально созданная инженерными фирмами эффективная система отопления, основанная на нагнетании в помещения нагретого воздуха, позволяла с минимальными затратами поддерживать зимой комфортную температуру в аудиториях высотой 5,35 м и 7,82 м.
Учебный корпус был выдержан в возрожденческом стиле «Palladio» и имел характерные для творчества Бекетова просторный холл и широкую мраморную лестницу с бронзовыми светильниками. В здании располагались две лекционные аудитории на 400 человек каждая и малые аудитории на 60 посадочных мест, помещения для семинаров, музея и учебных кабинетов, лабораторий, научная библиотека, вестибюль с гардеробом на 1500 человек, крупнейший в городе актовый зал. Для нового корпуса были поставлены специальная мебель и профессиональное оборудование.
Строительство было закончено к осени 1916 г., на год позже предусмотренных довоенным контрактом сроков.

### Получение статуса института
29 марта 1916 г. по докладу министра Государственная Дума одобрила предоставление курсам статуса Коммерческого института с правами высших правительственных учебных заведений. 17 декабря 1916 г. министр утвердил обновлённые правила, учебный план и бюджет института.

### Реорганизация
В период революции 1917 г. и Гражданской войны деятельность института была дезорганизована студенческой забастовкой и действиями Советского правительства.
11 марта 1919 г. в институт был назначен комиссар — студент ХТИ Л. М. Майер. ХКИ был объединён с юридическими факультетами обоих университетов (императорского и женского), учебные планы были разрушены введением новых «обязательных» предметов, был фактически ликвидирован ценз приёма.
С занятием Харькова Добровольческой армией нормальная жизнь института была восстановлена. Профессора и преподаватели активно участвовали в Белом движении. В здании ХКИ действовали курсы права и политики Осваг, проводились заседания Академического союза, в Актовом зале с успехом проходили антибольшевистские публичные лекции. В институте устраивались благотворительные концерты и танцы в пользу лазаретов. В октябре 1919 г. ряд профессоров присоединились к подписантам составленного В. Ф. Левитским «Воззвания русских учёных к Европе» резко осуждавшего большевизм. К началу занятий в сентябре 1919 г. на 1-й курс было принято 850 студентов.
С отступающей Добровольческой армией город покинули многие ведущие учёные, которые либо эмигрировали, либо прекратили сотрудничество в институте (А. Н. Анцыферов, А. М. Терпигорев, Д. Н. Иванцов, А. Н. Челинцев, И. А. Трахтенберг и др.), в июне 1919 г. были зверски убиты чекистами взятые в качестве заложников проф. С. Н. Стеллецкий и член Попечительного совета купец С. Н. Жевержеев.
В конце 1919 — начале 1920 г. советскими властями у института были отняты здание и библиотека, учебная деятельность практически прекратилась. В 1920 г. ХКИ реорганизован в Харьковский институт народного хозяйства.

## Структура и управление

### Факультеты
В составе института был создан один экономический факультет (отдел), обучение на котором велось по подотделам (циклам). Действовали учебно-вспомогательные и научно-вспомогательные подразделения: кафедры, лаборатории, музеи, семинары, библиотеки, кабинеты.

### Масштабы деятельности
На курсы принимались учащиеся обоего пола. В 1912 — весной 1916 гг. ХВКК действовали как вечерние, занятия проводились в здании Харьковского коммерческого училища. Лекции по 40 минут продолжительностью велись с 17.20 до 21.20 часов. В субботние и праздничные дни лекции читались также в большом зале Съезда горнопромышленников юга России. Осенью 1912 г. на курсах обучались 250 человек; по плану проф. Н. И. Палиенко такое же число должно было быть на каждом курсе, а общий контингент — 1000 человек. Весной 1916 г. на курсах числились 558 учащихся: 241 студентов, 197 студенток, 107 вольнослушателей и 13 вольнослушательниц.
С вводом в строй нового корпуса, контингент студентов существенно возрос, а институт перешёл на дневное время занятий. В 1916—1917 учебном году в ХКИ обучались 1226 студентов и студенток и 186 вольнослушателей, в том числе на первом курсе 854 учащихся: 462 студента, 326 студенток, 48 вольнослушателей и 18 вольнослушательниц. Обучение вели 58 преподавателей: 15 профессоров, 2 приват-доцента, 33 преподавателя и 8 ассистентов. Действовала 5 % ограничительная норма для студентов иудейского вероисповедания.
Зимой 1917 г. при институте были открыты банково-страховые курсы для офицеров, пострадавших на войне.

### Академическое самоуправление
Для распоряжения средствами и имуществом вуза, внесения изменений в устав, создавался Попечительный совет курсов, состоявший из 14 человек, избиравшихся ХКО на 4 года, 3-х представителей учебного комитета, директора. Допускалось включение представителей министерства торговли и промышленности, городской думы, губернского земства, Съезда горнопромышленников юга России. Председателем совета в 1912—1919 гг. был коммерции-советник И. К. Велитченко.
Директор курсов избирался на 4 года совместно Попечительным советом и Учебным комитетом. Эту должность занимали проф. В. Ф. Тимофеев (1912—1919 гг.) и проф. М. Н. Соболев (1919—1920 гг.).
Общее заведование вузом, в том числе разработка учебного плана, возлагалось на Учебный комитет, состоявший из директора, преподавателей, а также председателя и 3-х членов Попечительного совета.
Большую роль играло общее собрание преподавателей факультета.

### Финансирование

Бюджет Харьковских высших коммерческих курсов, 1915 г.

Основными доходными статьями бюджета курсов были плата за обучение и сбор с промышленных свидетельств (самообложение) членов Харьковского купеческого общества. Стоимость обучения в 1912 г. составляла 100 рублей в год.

## Учебный план
Обучение в институте длилось 4 года (курса). На первых двух курсах изучались общеобразовательные и базовые экономические дисциплины.
| 1й курс                      | 2-й курс                       |
| ---------------------------- | ------------------------------ |
| Богословие                   | Экономическая политика         |
| Политическая экономия        | Статистика                     |
| История экономических учений | Экономическая география        |
| Общая теория права           | Гражданское право              |
| Государственное право        | Административное право         |
| Коммерческая арифметика      | Счетоводство                   |
| Землеведение                 | Высшая математика              |
| Российская история           | Теория вероятностей            |
| Всеобщая история             | Спецкурс политической экономии |
| Практические занятия         |                                |
| Политическая экономия        | Статистика                     |
| Общая теория права           | Политическая экономия          |
| Счетоводство                 | Гражданское право              |
|                              | Высшая математика              |

С 3-го курса проводилась специализация по подотделам со своими программами обучения, включавшими специальные (профилирующие) дисциплины. В 1912 г. предполагалось создание 3-х подотделов: экономического, коммерческо-финнасового и педагогического. В 1916 г. таких подотделов, с профильными группами, было 5:
— экономическо-коммерческий;
— педагогический (для подготовки преподавателей средних коммерческих учебных заведений);
— банково-страховой — банковая группа;
— банково-страховой — страховая группа;
— местного хозяйства;
— промышленный — горнопромышленная группа.
Например, по подотделу местного хозяйства и горнопромышленной группе промышленного подотдела преподавались дисциплины:
| Подотдел местного хозяйства    | Подотдел местного хозяйства                   |
| III курс                       | IV курс                                       |
| ------------------------------ | --------------------------------------------- |
| Оценочное дело                 | Оценочное дело                                |
| Статистика земская и городская | Гражданский процесс                           |
| Торговое право                 | Земское счетоведение в связи с логисмографией |
| Строй местного самоуправления  | Земское и городское счетоведение              |
| Спецкурс политэкономии         | Страховое право                               |
| Экономия сельского хозяйства   | Экономия сельского хозяйства                  |
| История и теория кооперации    | Землеустройство                               |
|                                | Кооперативный кредит                          |
| Практические занятия по        |                                               |
| строю местного самоуправления  | потребительской кооперации                    |
| торговому праву                | сельскохозяйственной кооперации               |
| спецкурсу политэкономии        | оценочному делу                               |
| местным финансам               | местным финансам                              |
| оценочному делу                |                                               |

| Промышленный подотдел горнопромышленная группа | Промышленный подотдел горнопромышленная группа  |
| III курс                                       | IV курс                                         |
| ---------------------------------------------- | ----------------------------------------------- |
| Прикладная механика                            | Организация торговых и промышленных предприятий |
| Гражданский и торговый процесс                 | Коммерческая корреспонденция                    |
| Торговое право                                 | Товароведение                                   |
| Рабочее законодательство                       | Промышленное счетоведение                       |
| Химия                                          | Транспортное дело                               |
| Спецкурс политэкономии                         | Горное право                                    |
| Чтение чертежей                                | Страховое право                                 |
| Товароведение                                  | Вексельное право                                |
|                                                | Конкурсный процесс                              |
|                                                | Горное дело                                     |
| Практические занятия по                        |                                                 |
| строю местного самоуправления                  | счетоведению                                    |
| торговому праву                                | товароведению                                   |
| спецкурсу политэкономии                        | организации торговых и промышленных предприятий |
| местным финансам                               |                                                 |
| оценочному делу                                |                                                 |

Кроме того, преподавались обязательные для всех учащихся немецкий, французский и английский языки. Обучение ориентировалось на нужны и особенности хозяйства региона юга России. Особенностью ХКИ сравнительно с другими коммерческими институтами Империи была высокая доля практических и специальных семинарских занятий.
В учебном процессе большую роль играли учебно-вспомогательные учреждения: лаборатории, музей, т. н. кабинеты. Кабинет организации торговых и промышленных предприятий включал образцовое коммерческое бюро, музей организации торгово-промышленных предприятий, частнохозяйственный архив. Кабинет был обеспечен современным конторским оборудованием, машиносчётными устройствами, картотеками, наглядными схемами организации управления, систем заработной платы, статистических таблиц и проч. Оснащение кабинета позволяло моделировать в учебных целях коммерческую деятельность реального предприятия с его основными подразделениями.

## Профессора и преподаватели
Преподаватели избирались учебным комитетом. К работе в институте были привлечены профессора Харьковского университета и Технологического института, а также квалифицированные специалисты в конкретных областях знания. В институте преподавали А. Н. Анцыферов (статистика), С. Н. Бернштейн (высшая математика и теория вероятностей), В. М. Гордон (торговое право), В. Х. Даватц (высшая математика), В. Ф. Левитский (история экономических учений), М. Н. Соболев (экономическая политика), Н. С. Стеллецкий (нравственное богословие), А. М. Терпигорев (горное дело), И. А. Трахтенберг (спецкурс политэкономии), П. И. Фомин (политическая экономия), А. Н. Челинцев (землеустройство) и др.

## Наука в ХКИ
Процесс формирования научных школ был прерван событиями Гражданской войны и насильственной реорганизацией, в связи с чем научные результаты, достигнутые учёными зачастую были реализованы в других высших учебных заведениях. Для ряда преподавателей, прежде всего юристов, основным местом деятельности был университет.
В 1912—1919 гг. ХКИ работали перспективные учёные-исследователи, которые, наряду с коммерческим институтом зачастую сотрудничали и в других вузах, профессиональных общественных объединениях, местном самоуправлении. Наиболее перспективными были такие исследовательские направления как: статистика и экономика сельскохозяйственной кооперации — А. Н. Анцыферов, Д. И. Иванцов, И. В. Емельянов, Г. Ф. Обдула; экономика и экономическая история промышленности, математические методы исследования конъюнктурной динамики — П. И. Фомин; денежное обращение и финансовые рынки — И. А. Трахтенберг; экономика сельского хозяйства — А. Н. Челинцев; организация и экономика предприятий — Г. И. Меерович и др.

### Кабинет экономического изучения России

Титульный лист Бюллетений Кабинета экономического изучения России, 1915 г.

В ХКИ был создан один из первых экономических исследовательских центров в Империи — Кабинета экономического изучения России. Созданный в 1914 г. по рапорту проф. П. И. Фомина, кабинет имел статус научно-вспомогательного учреждения и независимое финансирование. Кабинет имел 4-х штатных сотрудников, выполнявших технические и вспомогательный работы. К исследовательской работе привлекались действительные сотрудники и сотрудники-соревнователи из числа студентов и выпускников института. Руководил кабинетом проф. П. И. Фомин. При кабинете стали проводиться Собрания экономического отделения института.
Целью кабинета был сбор, систематизация и анализ статистико-экономических показателей, характеризующих динамику народного хозяйства страны. Программа исследований расширялась и к 1917 г. включала 27 разделов, охватывая ряд финансовых и конъюнктурных индексов, динамику производства ключевых отраслей промышленности и секторов народного хозяйства, торговлю, бюджетные и демографические показатели. С марта 1915 г. публиковались Бюллетени кабинета на русском и французском языках. Создавался архив статистико-экономической информации про горную и горнозаводскую промышленность юга России.
Кабинет проводил работы по заказам предприятий и организаций: ежемесячные обзоры состояния горной и горнозаводской промышленности юга России для Харьковской конторы Госбанка, изучение торговых отношений юга России и Южной Америки для Екатеринославского общества фабрикантов, анкетное исследование движения цен на продовольственные товары и рабочие руки и проч. По предложению Харьковской комиссии по установлению реквизиционных цен на минеральное топливо были разработаны и переданы Министру торговли и промышленности предложения по реорганизации российской промышленной статистики. Были начаты работы по анкетному обследованию проблемы износа основных фондов промышленности в годы войны.
Редакционной комиссией Бюллетеней (В. Ф. Тимофеев, П. И. Фомин, М. Н. Соболев, А. Н. Анцыферов) был выработан проект большой исследовательской программы экономического изучения России. С этой целью, в 1918 г. предполагалось созвать в Харькове всероссийский съезд с участием заинтересованных организаций, учёных, специалистов.

## Известные выпускники
Саймон Смит (Семён Абрамович) Кузнец — американский экономист, Нобелевский лауреат по экономике 1971 г. учился в ХКИ в 1918—1921 гг., сдав экзамены за 1-й и 2-й курсы. Магистерская диссертация С. Кузнеца «Dr. Schumpeter’s system of economics, presented and analyzed» («Система экономики д-ра Шумпетера: рассмотренная и анализированная»), защищённая в Колумбийском университете в 1924 г., была написана в Харькове.